# Fitzpatrick Glacier
Fitzpatrick Glacier är en glaciär i Antarktis. Den ligger i Östantarktis. Nya Zeeland gör anspråk på området. Fitzpatrick Glacier ligger 1 967 meter över havet.
Terrängen runt Fitzpatrick Glacier är varierad, och sluttar norrut. Trakten är obefolkad. Det finns inga samhällen i närheten. 